# قویینک زهری
قویینک زهری، روستایی از توابع بخش مرکزی شهرستان ورامین در استان تهران ایران است.

## جمعیت
این روستا در دهستان بهنام پازوکی جنوبی قرار دارد و براساس سرشماری مرکز آمار ایران در سال ۱۳۸۵، جمعیت آن ۳۲۴ نفر (۷۶خانوار) بوده‌است.

## تاریخچه

### اجاق آقا سید جعفر
اجاق آقا سید جعفر مورد احترام خاص مردم این روستا و همجوار با این روستا است . مردم روستا ها به اجاق آقا سید جعفر علاقه خاصی دارند . اهالی روستا بر این باور هستند که با نذر کمی که می کردند کل روستا را غذا می دادند . اجاق آن همیشه روشن بوده است کسی درباره آن شک نمی کند . همه قبول دارند مرحوم آقا سید جعفر بعداً منزل خود را وقف نذر می کند و هنوز هم همه در همین مکان نذری می دهند و اجاقش هنوز هست .